# 薩克森-蔡茨
薩克森-蔡茨（德語：Sachsen-Zeitz）是德國歷史上的一個公國，由韋廷家族的阿爾布雷希特系統治，首府位於蔡茨。

## 公爵
1. 莫里茲，1657年至1681年在位
2. 莫里茲·威廉，1681年至1718年在位